# Direction spécialisée des finances publiques pour l'étranger
 (mai 2025).
Motif : Je ne vois pas trop la notoriété de cette direction spécialisée de la DGFP. De plus, les sources sont primaires et peu nombreuses.
- Archive Wikiwix
- Bing
- Cairn
- DuckDuckGo
- E. Universalis
- Gallica
- Google
- G. Books
- G. News
- G. Scholar
- Persée
- Qwant
- (zh) Baidu
- (ru) Yandex
- (wd) trouver des œuvres sur Wikidata

| 1. | Préciser le motif de la pose du bandeau. | Précisez le motif de la pose du bandeau en utilisant la syntaxe suivante : {{admissibilité à vérifier\|date=mai 2025\|motif=remplacez ce texte par le motif}}                                                                     |
| 2. | Informer les utilisateurs concernés.     | Pensez à avertir le créateur de l'article, par exemple, en insérant le code ci-dessous sur sa page de discussion : {{subst:avertissement admissibilité à vérifier\|Direction spécialisée des finances publiques pour l'étranger}} |

La direction spécialisée des finances publiques pour l'étranger (DSFIPE) est une direction spécialisée et déconcentrée de la direction générale des Finances publiques. Elle assure des missions particulières relatives au recouvrement des recettes publiques, au paiement des dépenses publiques, à la gestion de la trésorerie ainsi qu'à la gestion financière et comptable des services de l'Etat représentés à l'étranger.
Elle est créée par l'arrêté du 31 décembre 2012 et correspond à l'ancienne "trésorerie générale pour l'étranger".

## Missions
La DSFIPE est chargée de la gestion des comptes publics à l'étranger (ambassades, écoles…). Elle assure des missions de recouvrement des recettes publiques, de paiement des dépenses publiques, de gestion de la trésorerie ainsi que de gestion financière et comptable des services de l'Etat représentés à l'étranger. 
Elle a également la gestion des droits de chancellerie et elle est chargée du paiement des pensions de retraite des bénéficiaires résidant à l'étranger.